# Сардоне (Салерно)
Сардоне је насеље у Италији у округу Салерно, региону Кампанија.
Према процени из 2011. у насељу је живело 165 становника. Насеље се налази на надморској висини од 95 м.